# Luis Gámir
Luis Gámir Casares (Madrid, 8 de mayo de 1942-Madrid, 15 de enero  de 2017) fue un político y profesor universitario español. Fue ministro de Comercio y Turismo y de Transportes en los gobiernos de la Unión de Centro Democrático (UCD). 

## Biografía
Estudió Derecho en la Universidad de Madrid, ampliando posteriormente los estudios en la Universidad de Oxford, donde se diplomó en Comercio exterior y Desarrollo económico. Técnico comercial y economista del Estado, es catedrático de política económica en la Universidad Complutense de Madrid (en servicios especiales). Nombrado doctor honoris causa por la Universidad Miguel Hernández de Elche en 2011.

## Actividad política
Miembro de Unión de Centro Democrático (UCD), en las elecciones generales de 1977, fue elegido diputado al Congreso por la circunscripción electoral de Alicante, escaño que repitió en las elecciones de 1979. En la formación del gobierno de Adolfo Suárez fue nombrado secretario general técnico del Ministerio de Agricultura, pasando a ejercer posteriormente la presidencia del Banco Hipotecario y la Secretaría de Estado de la Seguridad Social.
En una remodelación del gobierno, Adolfo Suárez le nombró en mayo de 1980 ministro de Comercio y Turismo, al que en diciembre de 1981 se unió el de ministro de Transportes y Comunicaciones, ya siendo presidente del Gobierno, Leopoldo Calvo-Sotelo.
Después de la disolución de la UCD tras el descalabro en las elecciones de 1982, dejó la vida política, hasta que en 1991 se integró en el Partido Popular, del cual fue coordinador general de Economía y miembro de su Ejecutiva nacional desde dicha fecha. En las elecciones generales de 1993 fue elegido de nuevo diputado, en esta ocasión por la provincia de Murcia, escaño que volvió a obtener en las elecciones de 1996, de 2000 y de 2004, en esta última ocasión por la circunscripción electoral de Madrid.
En 2002, fue galardonado con el Premio Rey Jaime I.
En 2006 abandonó su escaño para ser nombrado vicepresidente del Consejo de Seguridad Nuclear.

## Predecesores y sucesores
| Predecesor: Ignacio Bayón Mariné        | Ministro de Comercio y Turismo 1980-1982                    | Sucesor: Enrique Barón Crespo |
| Predecesor: José Luis Álvarez y Álvarez | Ministro de Transportes, Turismo y Comunicaciones 1981-1982 | Sucesor: Enrique Barón Crespo |